# 南非文化

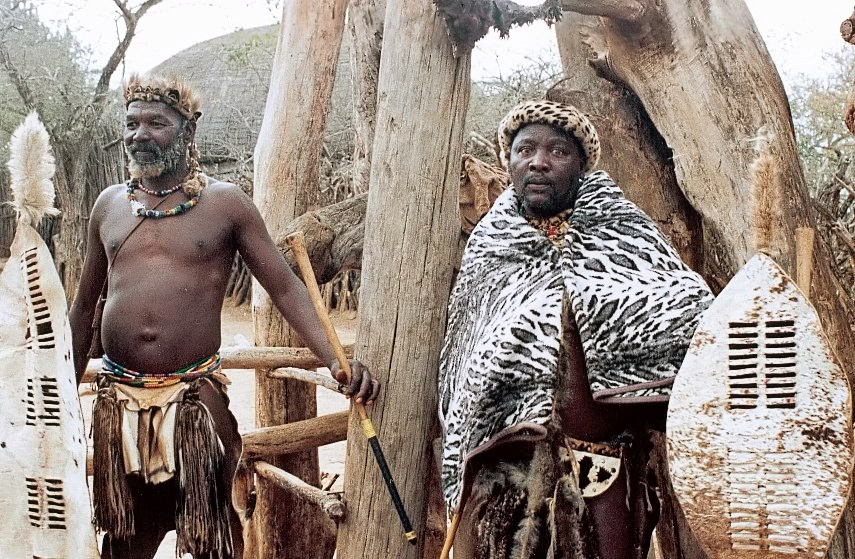
在納塔爾省的祖魯人（1991年）

南非文化以其種族及文化的多樣性而聞名。南非大多數黑人都是農民，且依舊在貧困的農村中掙扎，但該地區亦正是南非傳統文化保留得最完整的地方。不過，隨著越來越多黑人開始變得城市化與西方化，這些傳統文化正在漸漸消失。居住在城市的居民除了自己的母語外，通常還會說英語或南非語。此外，有小部分人會使用科伊桑語系語言，這些語言並不包括在11種官方語言當中，但卻是八種獲官方認可的地方語言之一。南非的一些團體正試圖促進使用與復興這些瀕危語言。
原本南非的中產階級幾乎全是白人，到了現在，不少黑人、有色人及印度人都躋身中產階級行列，他們的生活方式也與西歐、北美洲、澳大利亚等諸多地區的人們越來越相似。1993年-2008年间，南非财富向上层社会集中，上层人士收入占总收入的比例由之前的17%提高至32%，黑人上层人士数量由1.9万增加至25.7万。
印度裔南非人保存了自己的文化遺產、語言及宗教信仰。印度裔南非人大多是基督徒、印度教徒或者穆斯林；他們通常會使用英語，較少以印地語、泰盧固語、泰米爾語、古吉拉特語等印度語言作為第二語言。南非後種族隔離時期的南亞裔（包括巴基斯坦人）移民潮影響了南非當地的印度文化。

## 藝術
南非的藝術品包含一些世界上最古老的藝術品，這些藝術品都是出土於南非的一些洞穴內，其歷史可追溯至75,000年之前，這些畫作與岩畫可以在南非全國3,000多個地方找到。幾個世紀以來，木雕、珍珠、工藝品以及陶器一直是南非藝術品的特色，這些藝術品至今仍可以在南非許多地方找到。

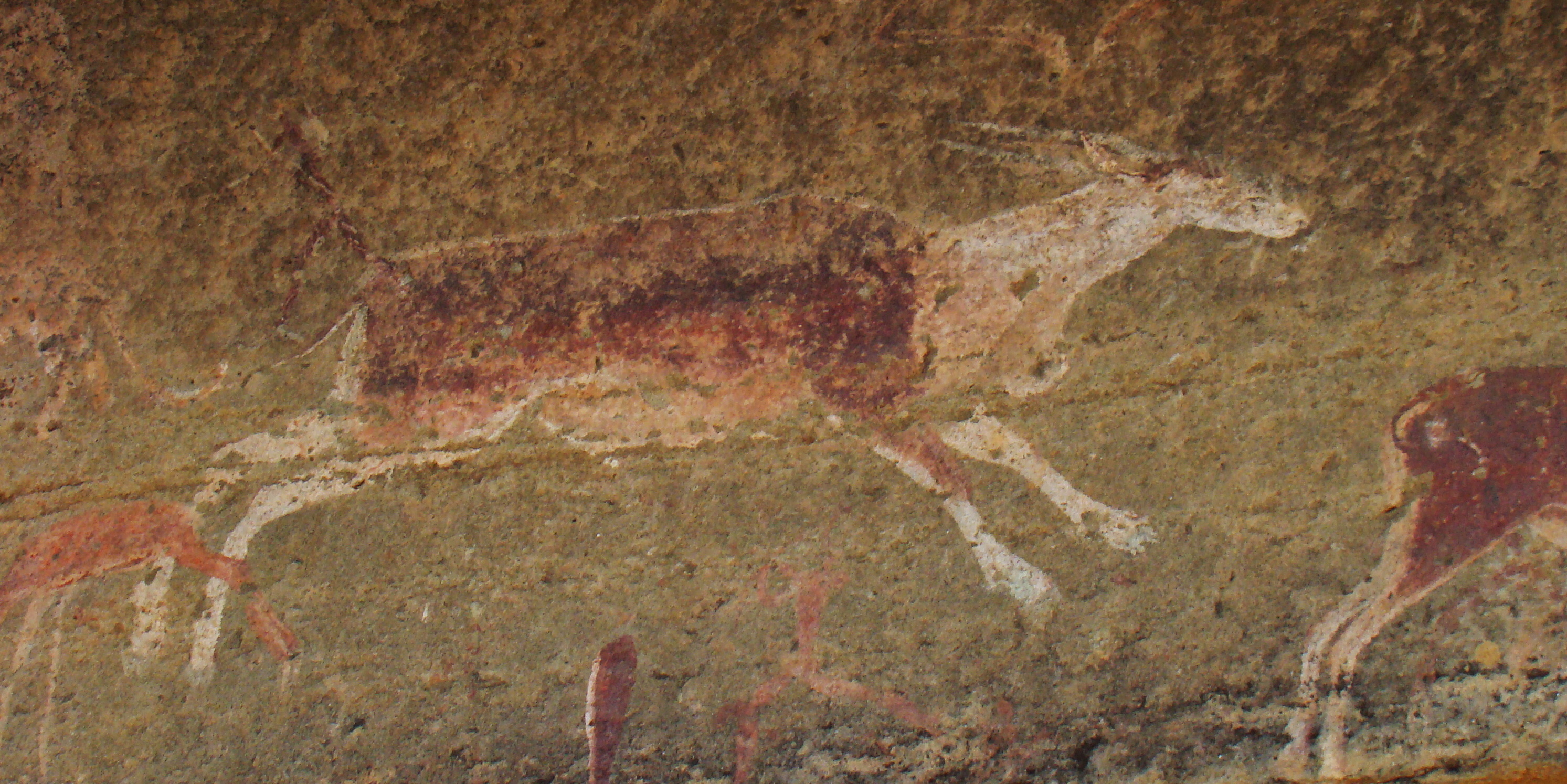
在德拉肯斯堡山脈中描繪伊蘭羚羊的石洞壁畫。

在大約公元前10000年，遷到南非的科伊桑人的分散部落開始擁有他們自己的文化與藝術風格，也就是現今眾多出土的洞穴壁畫。然而，班圖人及恩古尼人的文化與藝術形式其後取代了這些洞穴壁畫。20世紀中葉至後期實行的種族隔離意外地令各族群之間的傳統部落藝術重新融合起來。
在礦井與城市裡，新的藝術形式逐漸進化及演變：使用從塑料條到自行車條等各種東西的動態藝術。從1850年代開始，受到荷蘭文化所影響的民間藝術家、游牧布爾人以及不斷跟隨變化中的歐洲傳統文化的白人藝術家至今為止也依舊給這個在進化中文化混合體作出貢獻。
種族隔離時期的南非發展出一種稱為「鄉鎮藝術」的新藝術形式，在1960年代至1970年代間十分流行。「鄉鎮藝術」經常會集中描繪南非貧窮黑人的日常生活，這種藝術風格常見的視覺元素包括一間破舊的房屋、正在洗衣服的女人、吹口哨，以及一對黑人母子。
現今，南非擁有傑出的藝術舞台，而眾多的藝術家亦獲得國際認可。在倫敦的維多利亞與亞厘畢博物館舉辦的人物與小說攝影展中，展出了南非藝術家米哈爾·蘇伯茨基、扎內爾·穆霍里、大衛·戈德布拉特、茨韋爾萊薩·馬西斯韋，以及蓋·提利姆的作品。當代南非藝術家的作品受到國際讚譽，包括瑪琳·杜馬斯及威廉·肯特里奇。

## 藝術市場
根據《全球非洲藝術市場報告》彙編的數據，南非是非洲當代藝術的主要市場。

## 建築

### 開普荷蘭式建築

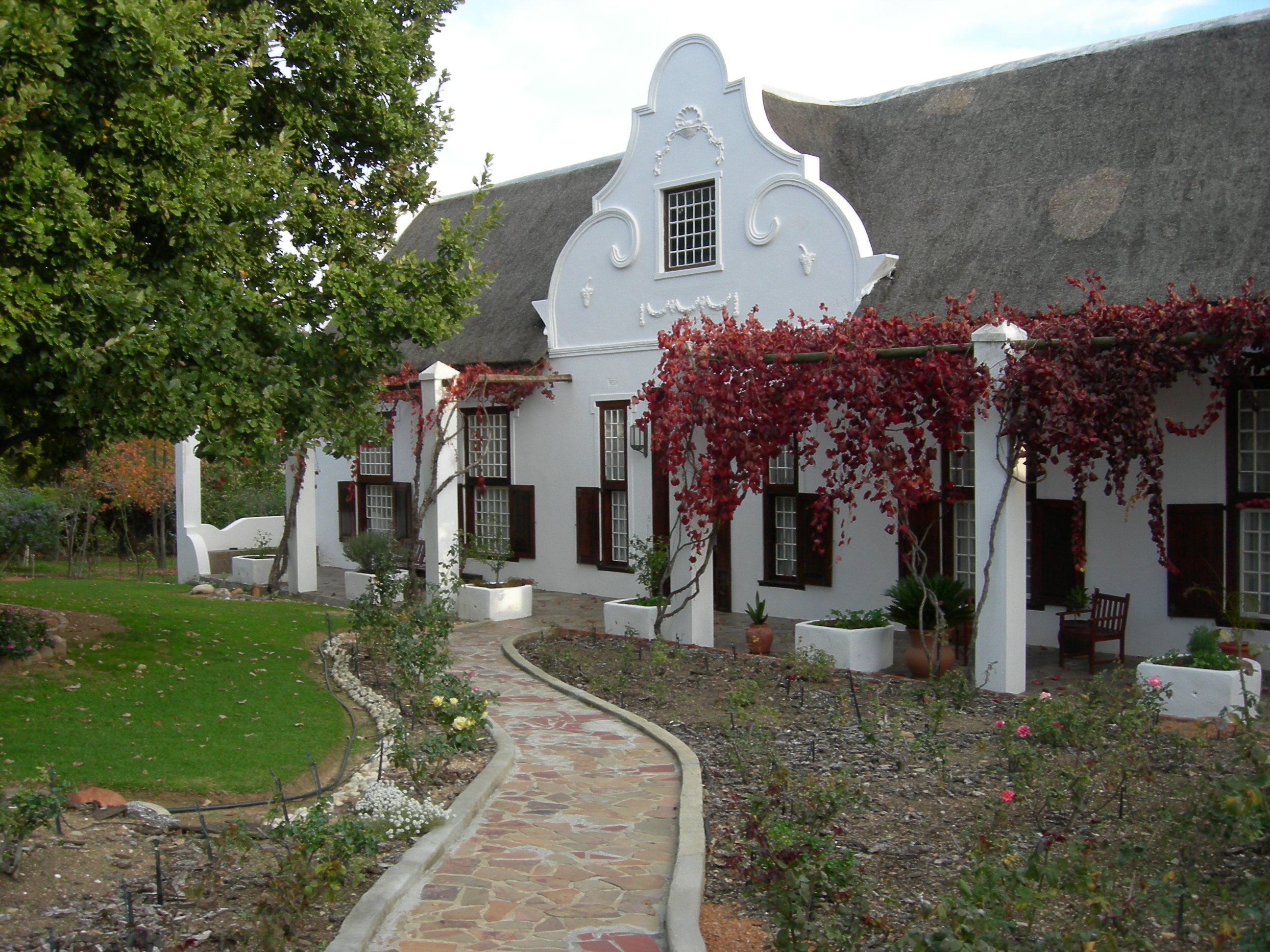
在塔爾巴赫及威迪德里夫的豪宅採用原始巴洛克風格的線條，其柔和的曲線很容易辨認。

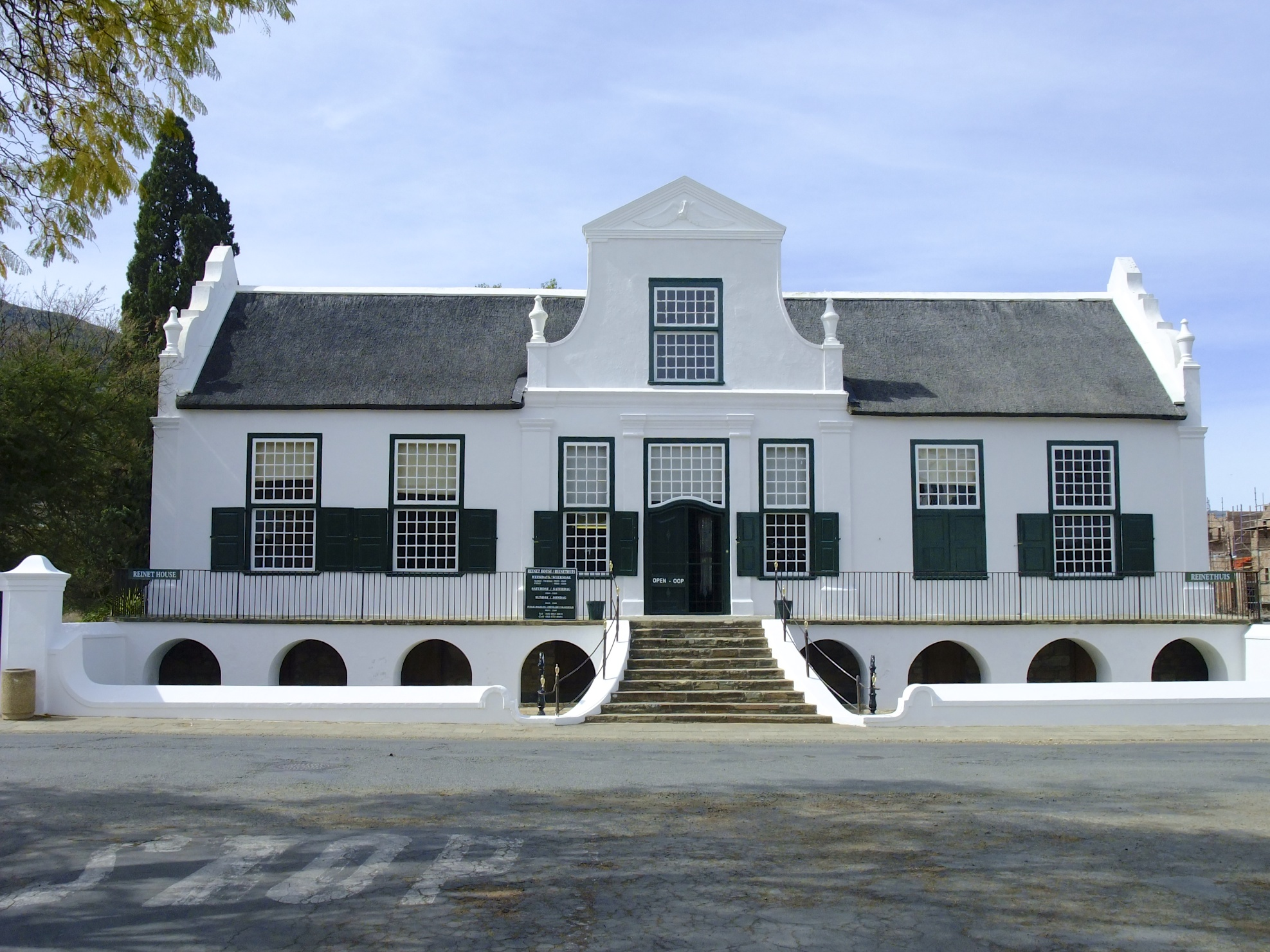
在格拉夫-里內特鎮內的房屋，牆壁為新古典風格的三角形羅納山牆。

這種建築風格源於中世紀的荷蘭、德國、法國以及印度尼西亞。從17世紀後期開始，荷蘭在開普敦及其周邊地區的開發令該區充滿荷蘭式建築。當中最突出的特點為建築中央的入口處，其上方是具阿姆斯特丹特色的尖頂房屋。此外，法國人與開普馬來人亦對開普敦建築的發展產生一定的影響力。在開普敦建築發展過程當中，氣候的條件與缺乏傳統歐洲建築材料都為建設者帶來一定限制。開普荷蘭式建築具有對稱的外牆、厚厚的白色粉刷牆壁以及草坪屋頂，其中後兩種特色適合開普敦的氣候條件。

### 19世紀殖民時期的建築
隨著英國開始在開普敦及納塔爾建立殖民統治，維多利亞時代的建築風格帶到南非。彼得馬里茨堡市政廳等具藝術風格的公共建築反映一個新英語公民階層的野心。在德蘭士瓦共和國及奧蘭治自由邦，藝術家們同樣更喜歡大型與莊嚴的建築，例如在比勒陀利亞教堂廣場周圍及布隆方丹街道旁的建築，其風格為折衷的威廉風格建築。在20世紀初的愛德華時代，喬治亞式建築與新古典主義建築的設計中反映了約翰內斯堡經濟日益繁榮與增長。
赫伯特·貝克爵士設計出一種南非式的建築風格，該建築風格融合了英國建築風格、南非當地景觀以及本土建築材料。他最重要的作品是比勒陀利亞的聯合大廈，該大廈亦是南非最優雅的設計之一。

### 20世紀的風格

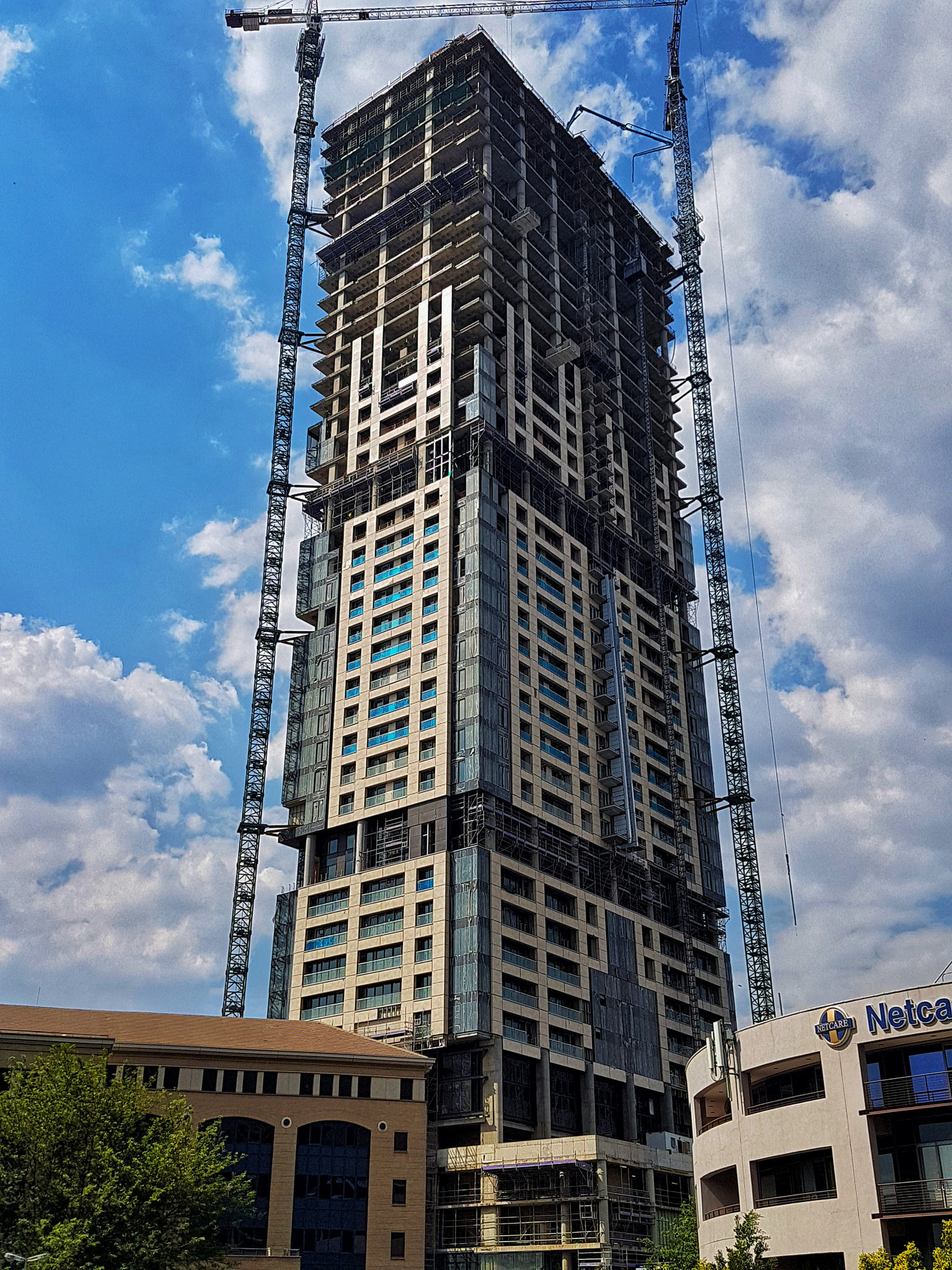
位於約翰內斯堡桑頓的萊昂納多大廈，為非洲最高摩天大樓。

對於城市環境中的設計，南非建築師採用歐洲及美國的建築風格。在1930年代，開普敦、德班及約翰內斯堡等城市開始陸續建造起裝飾風藝術建築。然而，到了1930年代後期，激進的新思想影響了建築師們的建築設計與風格。現代主義建築（亦稱為國際風格）與勒·柯比意以及路德維希·密斯·凡德羅等歐洲建築設計大師有關。熱情的建築師在金山大學學習該建築風格，並將現代主義建築風格帶進南非，當中尤以雷克斯·迪斯丁·馬丁臣與德蘭士瓦集團的貢獻最為重要。馬丁臣的現代主義是由諾曼·漢森及羅伊·坎托羅維奇等德蘭士瓦建築師在1940年代後期所定義的。
在南非，大都會的建築風格符合美國的最新建築趨勢。如奧斯卡·尼邁耶的巴西現代主義影響了南非的城市建築，包括在有「非洲曼哈頓」之稱的約翰內斯堡。從1950年代起，南非解除了對建築物的高度限制，摩天大樓在約翰內斯堡的希爾布羅開始陸續建造起來。2014年，國際工業設計協會更將開普敦評為世界設計之都。
| 排名 | 摩天大樓          | 樓高（米） | 所在城市   |
| ---- | ----------------- | ---------- | ---------- |
| 1    | 萊昂納多大廈      | 234        | 約翰內斯堡 |
| 2    | 卡爾登中心        | 223        | 約翰內斯堡 |
| 3    | 龐特城市公寓      | 173        | 約翰內斯堡 |
| 4    | 大理石塔          | 152        | 約翰內斯堡 |
| 4    | 珍珠黎明大廈      | 152        | 德班       |
| 6    | 南非儲備銀行總部  | 150        | 比勒陀利亞 |
| 6    | 大都會人壽中心    | 150        | 開普敦     |
| 8    | 88場大樓          | 147        | 德班       |
| 9    | 斯坦格金城酒店1座 | 140        | 約翰內斯堡 |
| 9    | 米開朗基羅塔      | 140        | 約翰內斯堡 |
| 9    | 信託銀行大廈      | 140        | 約翰內斯堡 |

## 飲食
南非飲食以大量肉類為主，並孕育了南非特有的社交聚會——「布萊」（Braai，意為烤肉或燒烤）。作為燒烤的變體之一，布萊的特色為野生植物及香辣香腸，還有玉米（Mielies）、玉米粥（Mielie-meal）或者御穀（南非黑人的主食）。此外，像蜜糖麻花之類的糕點以及鮮奶撻之類的甜點也普遍受歡迎。

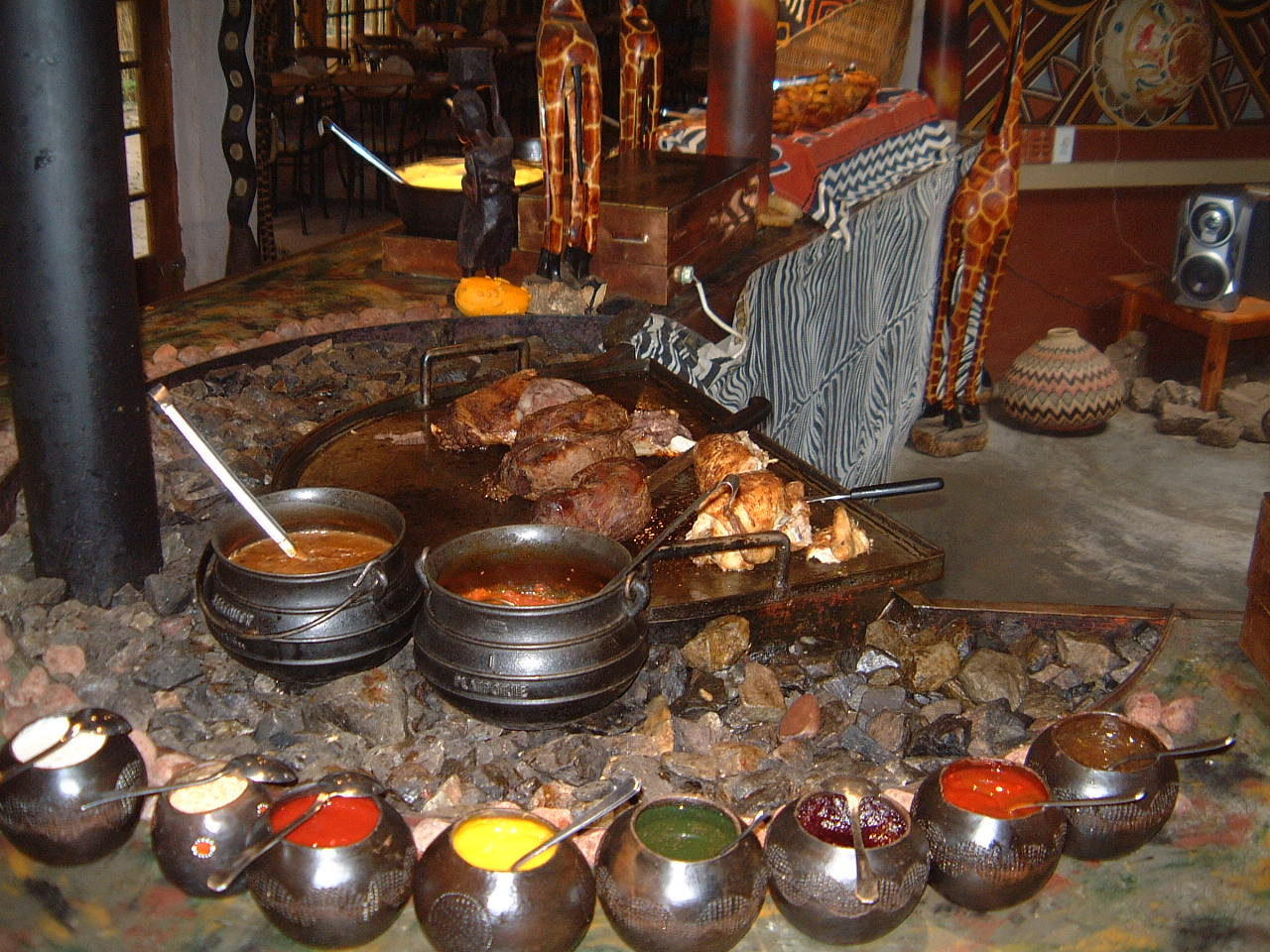
一系列傳統的南非飲食。

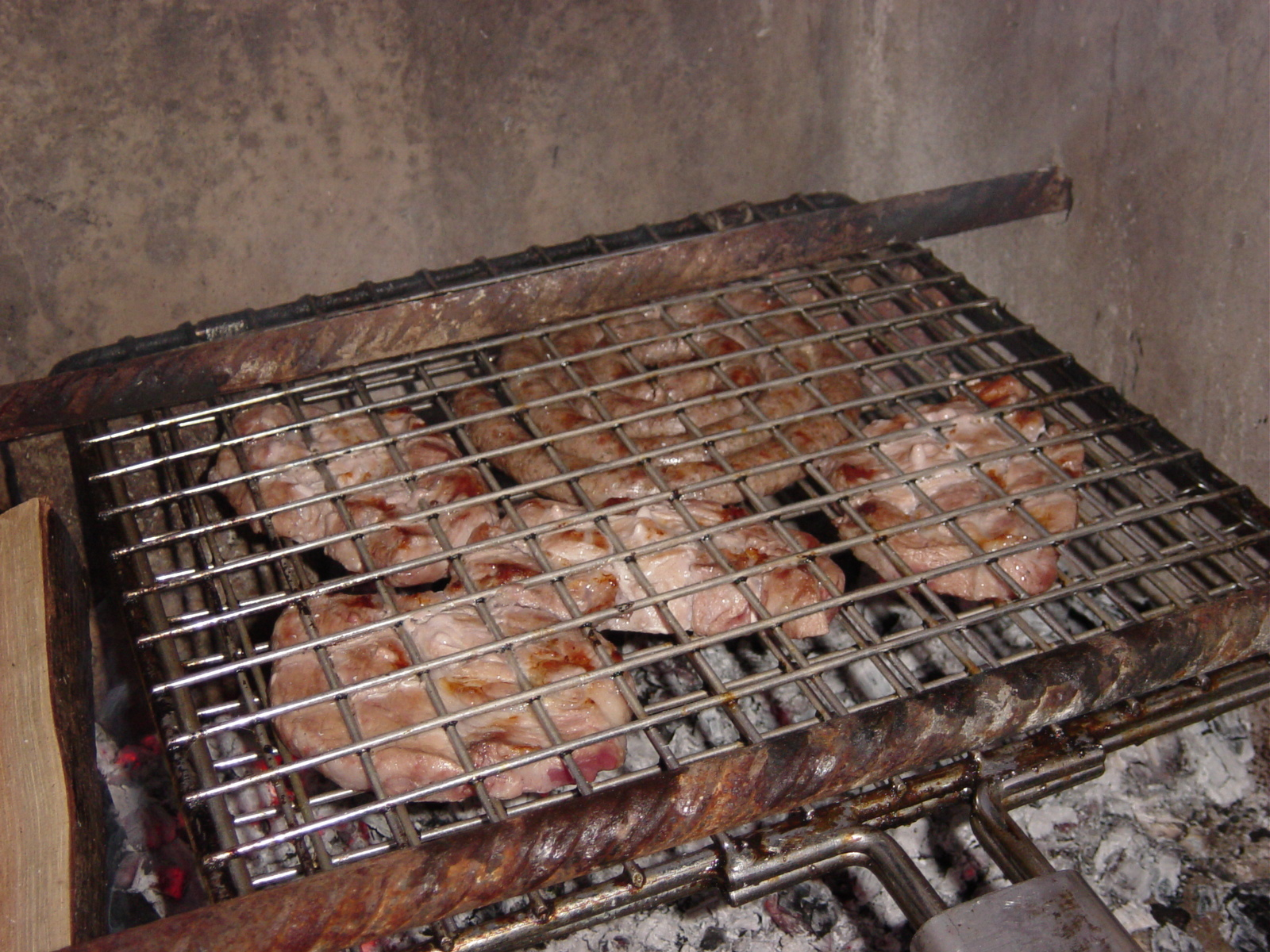
傳統南非烤肉的肉類。

在南非，像咖哩之類的印度食物亦很受歡迎，尤其是在擁有大量印度裔人口的德班。德班的印度人的另一道本地特色菜餚是南非三明治，這道菜是由一塊挖空的白麵包填充咖哩而成的。
葡萄牙人的飲食文化亦對南非飲食產生一定影響。以霹靂椒辣味雞聞名的南非葡式連鎖餐廳Nando's在英國、美國、加拿大、澳大利亞、愛爾蘭、紐西蘭、馬來西亞、肯尼亞，以及阿聯酋都有開設分店。

### 葡萄酒
南非已經發展為主要的葡萄酒生產國之一。其中，一些上好的葡萄園主要位於斯泰倫博斯、弗朗斯胡克、帕阿爾以及巴里代爾的山谷中。南非葡萄酒的歷史可以追溯至1659年，其創始人揚·范里貝克在開普敦的康斯坦奇亞生產了南非首瓶葡萄酒。近年來，南非葡萄酒逐漸打進國際市場，使新投資得以進入其葡萄酒市場。南非葡萄酒的生產集中在開普敦附近，主要的葡萄園與生產中心分別位於康斯坦奇亞、帕阿爾、斯泰倫博斯以及伍斯特。
南非於1973年實施的原產地系統將全國劃分成約60個產區，而產區又可依面積再細分為大產區、次產區及小產區3個層級。原產地系統裡的葡萄酒必須僅包含來自特定原產地的葡萄。「單一莊園葡萄酒」的葡萄必須來自原產地5公頃內的特定區域。不過，如果園主一起種植葡萄，並在酒店內生產葡萄酒的話，「混合莊園葡萄酒」的葡萄就可以來自鄰近的農場。南非的葡萄酒產區是一個土壤類型或氣候獨特的區域，大致相當於歐洲的葡萄酒產區。

## 時裝
加文·拉傑、珍妮·巴頓等的時裝設計師以及Stoned Cherrie、Sun Goddess等的時裝品牌使南非能在國際時尚服裝地圖上佔據一席之位。開普敦及約翰內斯堡均為南非領先的時尚中心，當地的時裝品牌與設計師開始向歐洲市場出口時裝，並於巴黎及倫敦等地的時裝秀上亮相。

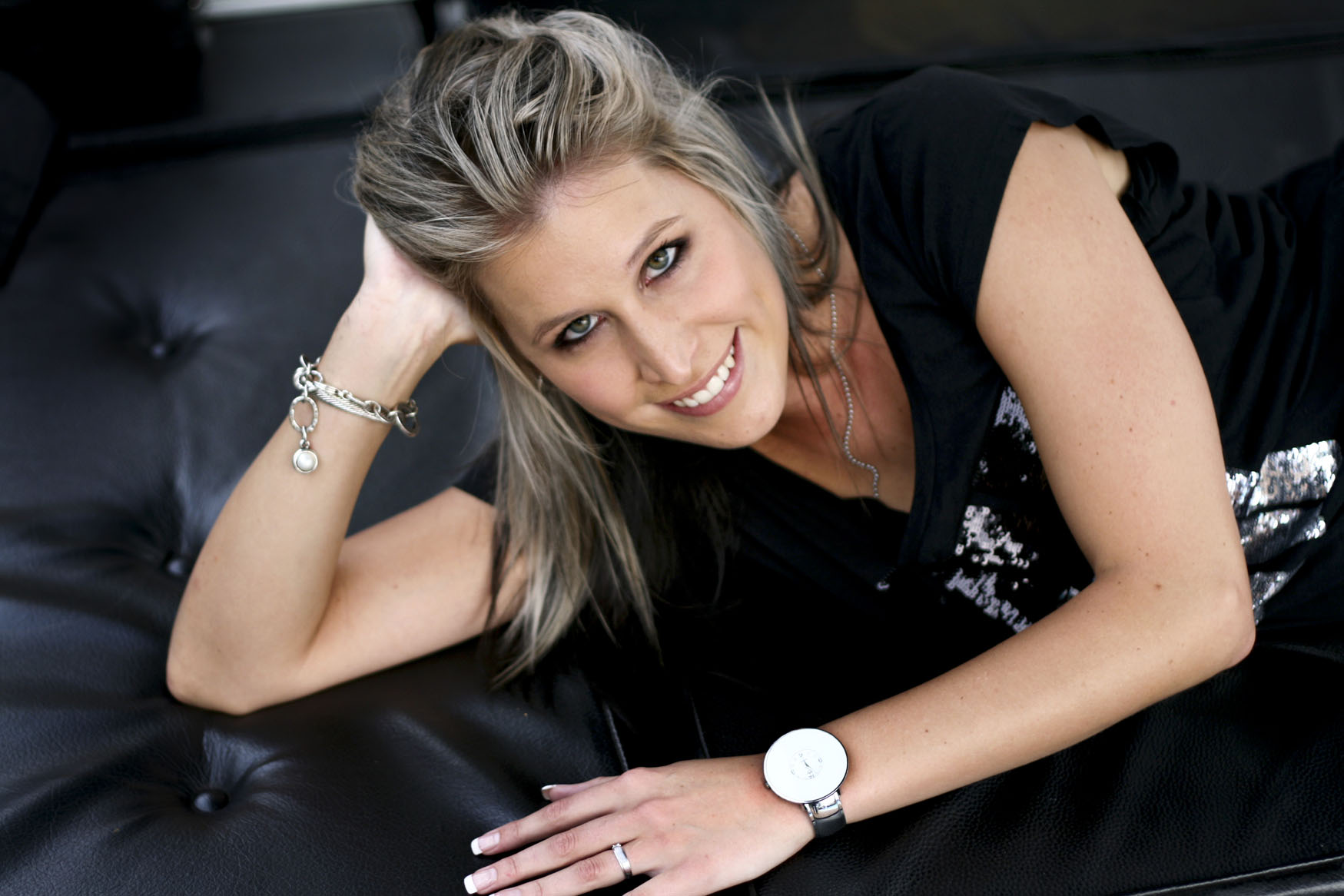
南非時裝設計師艾碧該·基茨。

自1997年以來，約翰內斯堡一直在每年的4月（展出春夏系列時裝）與10月（展出秋冬系列時裝）主辦南非桑勒姆時裝週。至於約堡時裝週則於每年的8月下旬舉行。「黃金之城」的時尚產業集中在有100多家時裝公司的時尚區裡，從紡織品生產商到頂級設計師都建立了自己的工廠與工作室。時尚購物中心Fashion Kapitol是時尚區的中心，該商場內擁有30家精品店，還有定期的時裝秀。
開普敦是非洲最重要的國際時裝秀的主辦城市，開普敦時裝周於每年8月初舉行，吸引超過3萬名遊客、媒體記者及買家到場。

## 外部連結
- Culture de l'Afrique du Sud（页面存档备份，存于） (site de l'ambassade d'Afrique du Sud à Paris)
- South Africa（页面存档备份，存于） (Countries and their Cultures)
- Liste chronologique de films sud-africains （页面存档备份，存于） (IMDb)